# João Alexandre Busse
João Alexandre Busse (Votuverava, atual Rio Branco do Sul, 28 de março de 1886 – Itapetininga, 31 de maio de 1921) foi um oficial e piloto da Polícia Militar do Paraná.

## Biografia
Filho do imigrante teutônico Johannes Heinrich Carl Busse e de Maria do Carmo, ingressou no Regimento de Segurança, antiga denominação da Polícia Militar do Paraná, em 1º de maio de 1904. Em junho do mesmo ano foi promovido a anspeçada (antiga graduação militar) e em setembro, a cabo de esquadra. Em 1905 foi graduado como 2º Sargento, por bons serviços prestados, e em 1906 foi promovido a Alferes.
João Alexandre Busse se destacou nos seguintes eventos da PMPR:

### Guerra do Contestado

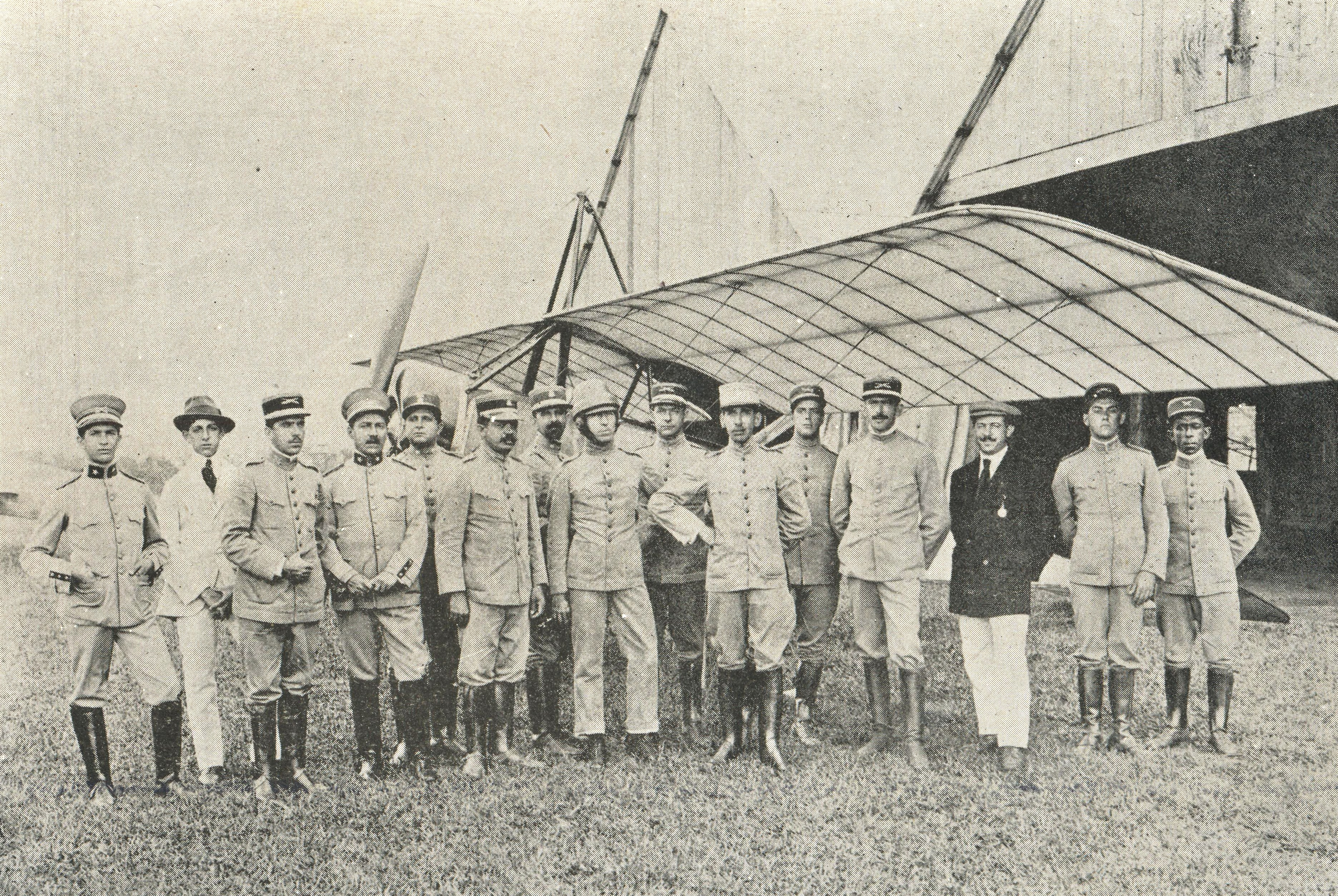
Capitão Busse em Porto União, região do Contestado.

Batalha do Irani
Como oficial de cavalaria, o Tenente Busse participou da batalha do Irani, conflito que desencadeou a Guerra do Contestado em 1912. Sua missão inicial era realizar o reconhecimento da região à frente da infantaria, e estabelecer pontos de acantonamento para a tropa. Após ter sido estabelecido o contato com os rebeldes, sua missão era escoltar a metralhadora (uma Maxim transportada em cangalha) e a munição reserva. Mas devido o elevado número de atacantes, logo todo o efetivo foi cercado e o combate passou a ser corpo a corpo. O massacre total somente foi evitado graças ao efetivo de cavalaria; pois o destacamento estava montado e armado com armas de repetição (carabinas e revólveres), o que permitiu o estabelecimento da abertura de uma brecha entre os atacantes para a retirada da infantaria.

### Piloto de Aviação

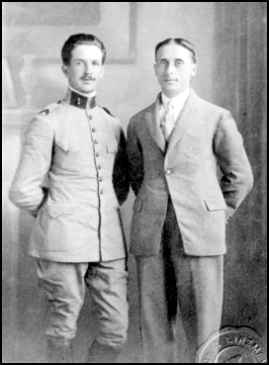
João Busse e Luiz Bergmann, Diretor-Instrutor da Escola Paranaense de Aviação.

Em 24 de março de 1918 foi oficialmente criada a Escola Paranaense de Aviação, sendo o conselho administrativo da escola composto da seguinte forma:
- Tenente-coronel Benjamim Augusto Lage da Força Militar do Paraná (Presidente);
- Major Félix Merlo do Exército Brasileiro;
- Capitão Braúlio Virmond de Lima do Tiro Rio Branco (Tiro de Guerra);
- Doutor Ildefonso de Assumpção (civil);
- Capitão João Alexandre Busse da Força Militar do Paraná (PMPR);
- E o piloto Luiz Bergmann (Diretor-Instrutor).

Em 1920 o Capitão Busse acompanhou o Presidente Altino Arantes até São Paulo; onde conheceu William Orton Hoover, oficial e piloto da aviação militar norte-americana, fundador da Escola de Aviação da Força Pública de São Paulo, atual Polícia Militar do Estado de São Paulo.
| “ | Gentleman perfeito, finamente educado, o sympathico aviador americano tenente Orton Hoover foi-me apresentado no mesmo dia de minha chegada a São Paulo, e teve desde logo a gentileza de convidar-me para uma visita ao seu aerodromo e apparelhos e, o que mais me satisfez, para fazer um passeio aereo em sua companhia. Eu que fôra a São Paulo com o fim unico de praticar as acrobacias aereas, cujas noticias tanto me empolgavam a alma, senti meu coração pular de alegria, bemdizendo aquelle momento feliz. | ” |

Em 19 de janeiro de 1920, o capitão João Busse matriculou-se na Escola de Aviação da Força Pública de São Paulo.

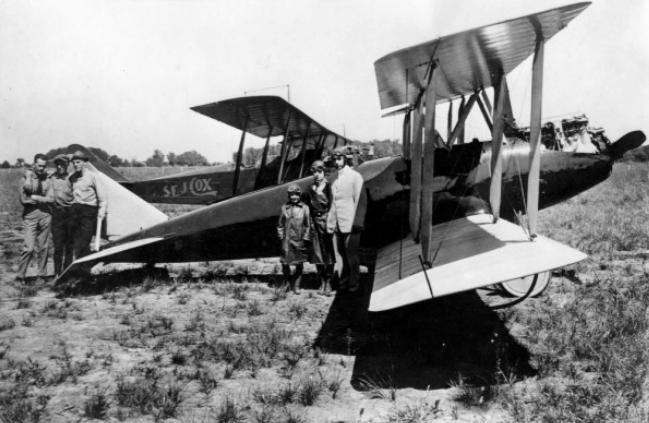
Biplano Curtiss Oriole - 1919.

- No dia 10 de junho de 1920, João Busse realizou seu primeiro voo solo, então batendo o recorde brasileiro de altitude, 4.500m (12 mil pés).[6] O avião utilizado foi um biplano Oriolle, com motor de 150 HP.  O capitão recebeu diversos elogios por sua técnica de pilotagem e pela facilidade com que assimilava as instruções, ganhando a alcunha de “Acrobata do Espaço".[6]
- Em 15 de junho de 1920, participou do raide do Campo de Marte, São Paulo, a Campinas. Como observador do 2° Tenente Antônio Reynaldo Gonçalves, no aeroplano J.N.S. N° 101.[7]
- Em 10 de agosto de 1920, às 09h00min, o Capitão Busse realizou seu exame para o brevê internacional de aviação.[8][9]

Teste realizado:
Cinco manobras em “oito”, giros seguidos à esquerda e à direita;
Aterrissagem de precisão, com deslocamento inferior a 150m após tocar o solo;
Vôo planado a 100m de altura, com motor desligado.
- Em 10 de dezembro de 1920, por ocasião do aniversário do Deputado Freitas Valle, e em nome de William Orton Hoover, instrutor da Escola de Aviação da Força Pública de São Paulo, o Capitão João Busse decolou do Aeródromo Indianápolis em direção à Vila Mariana, local da residência do deputado aniversariante, onde lançou um ramalhete de flores e realizou algumas evoluções com a aeronave.[10]
- Em 07 de abril de 1921, o Capitão Busse, juntamente com Domingos Bertoni, Edmond Vicaux, Ernesto Estecklan e Reinaldo Gonçalves, em cinco aeroplanos Caudron, participaram da inauguração da rodovia São Paulo – Campinas, atual Estrada Velha de Campinas, realizando um sobrevôo sobre a estrada.

Após a conclusão do curso, o Capitão Busse resolveu retornar de avião para Curitiba. Entrou então em contato com o Tenente Reinaldo Gonçalves, seu ex-colega da Escola de Pilotos, e conseguiu emprestado um Caudron G.3.

### Raide São Paulo /  Curitiba
Devido a reduzida autonomia do aparelho, o raide deveria realizar-se em três etapas:
1 - De São Paulo a Itapetininga;
2 - De Itapetininga a Itararé e;
3 - De Itararé a Curitiba.
- Às 09:30 h do dia 23 de maio[11] de 1921, decolou da cidade de São Paulo. Entretanto, quinze minutos depois o motor começou a falhar.

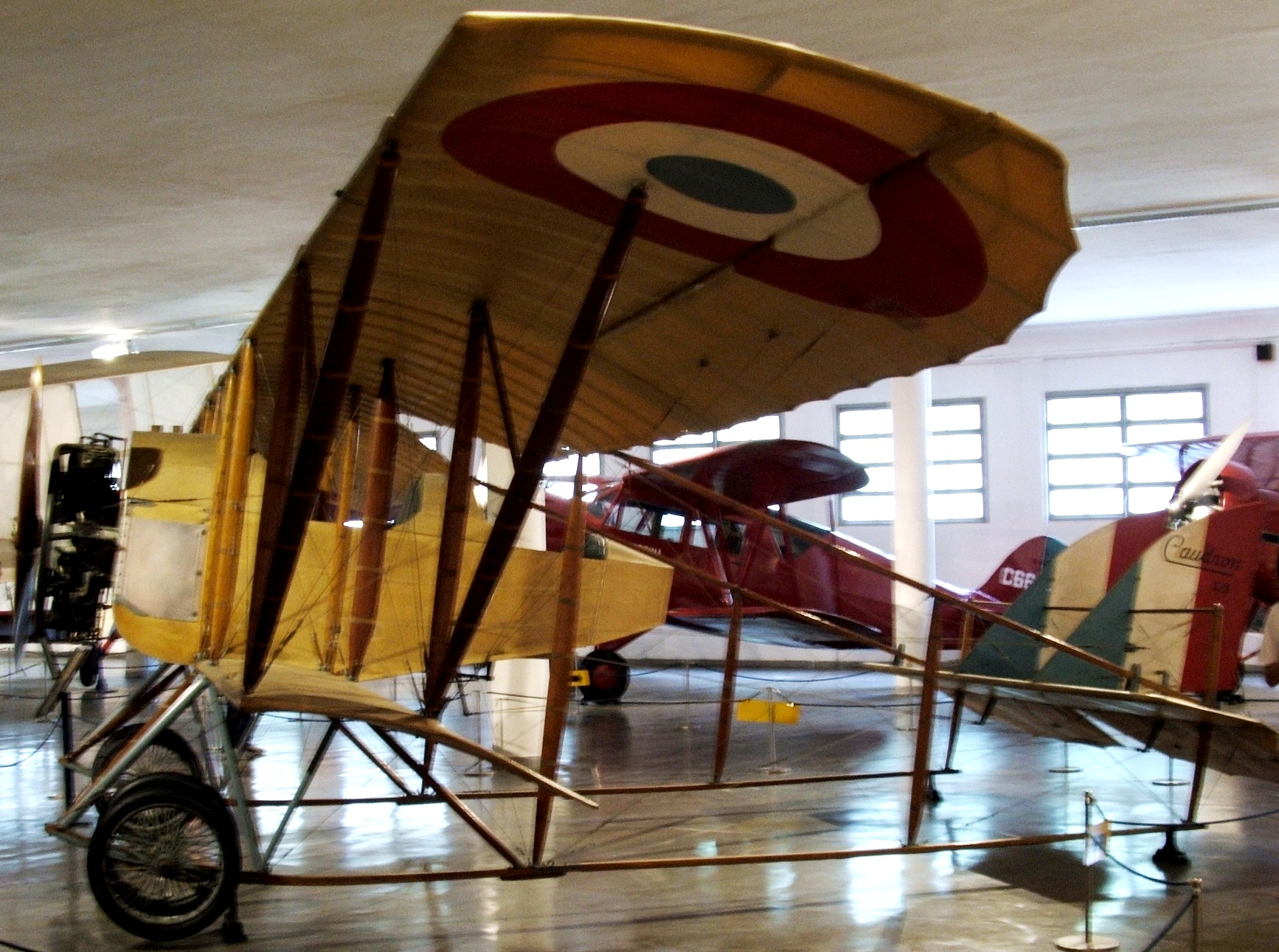
Caudron G.3 - Museu Aeroespacial

- Planou por alguns minutos e realizou uma aterrissagem forçada em Indaiatuba.
- No dia seguinte, após alguns ajustes no motor, voou até Itapetininga.[12]

Coincidentemente nessa cidade conheceu a jovem Anésia Pinheiro Machado, que dado seu interesse pela aviação, recomendou-a, através de um bilhete, ao Tenente Reynaldo Gonçalves, instrutor da Escola de Aviação da Força Pública de São Paulo.
- Em 30 de maio decolou de Itapetininga, mas cem quilômetros adiante o motor passou a apresentar defeito na distribuição do óleo, obrigando-o a aterrissar em Buri.[14] Na pista improvisada havia um cupinzeiro no qual o aeroplano veio a se chocar e capotar. Pelo impacto o capitão foi arremessado para fora do aparelho, sofrendo na queda uma fratura no crânio.

#### Detalhes do acidente
Muitos testemunhos foram colhidos na época. Segue-se aqui um apanhado geral do que foi publicado nos jornais, incluindo-se a versão contada pelo mecânico, João Ragni, que também estava a bordo.
- O voo ocorria a 2.300m de altura quando o motor passou a apresentar problemas na distribuição do óleo;
- Às 12h55min o aeroplano surgiu no horizonte da Vila Buri, localidade a 35 km da cidade de Faxina (Itapeva);
- O aeroplano realizou uma rápida manobra sobre a vila, procurando um local adequado para aterrar;
- Escolheu para aterrissar, uma chapada ao norte do cemitério, entre a linha férrea e o Rio Apiaí;
- Na aterragem a hélice tocou o chão e o avião capotou;
- O auxiliar da firma Ricardo de Oliveira & Cia, Francisco Correa,  foi a primeira pessoa a chegar no local;
- O mecânico João Ragni foi encontrado sob os escombros e sofreu apenas ferimentos leves;
- Entretanto, o Capitão Busse foi encontrado a cerca de vinte metros do aparelho e estava inconsciente, pois havia se rompido o cinturão que o prendia ao aparelho;
- Ele foi então levado a um local de beneficiar algodão, de propriedade de Ricardo Oliveira; sendo atendido pelo farmacêutico da região, Apparício Pires;
- Às 13h00 chegou o médico de Capão Bonito no local, o qual constatou que o capitão sofrera fratura na base do crânio e hemorragia interna, com sangramento pela boca, nariz e ouvido direito.

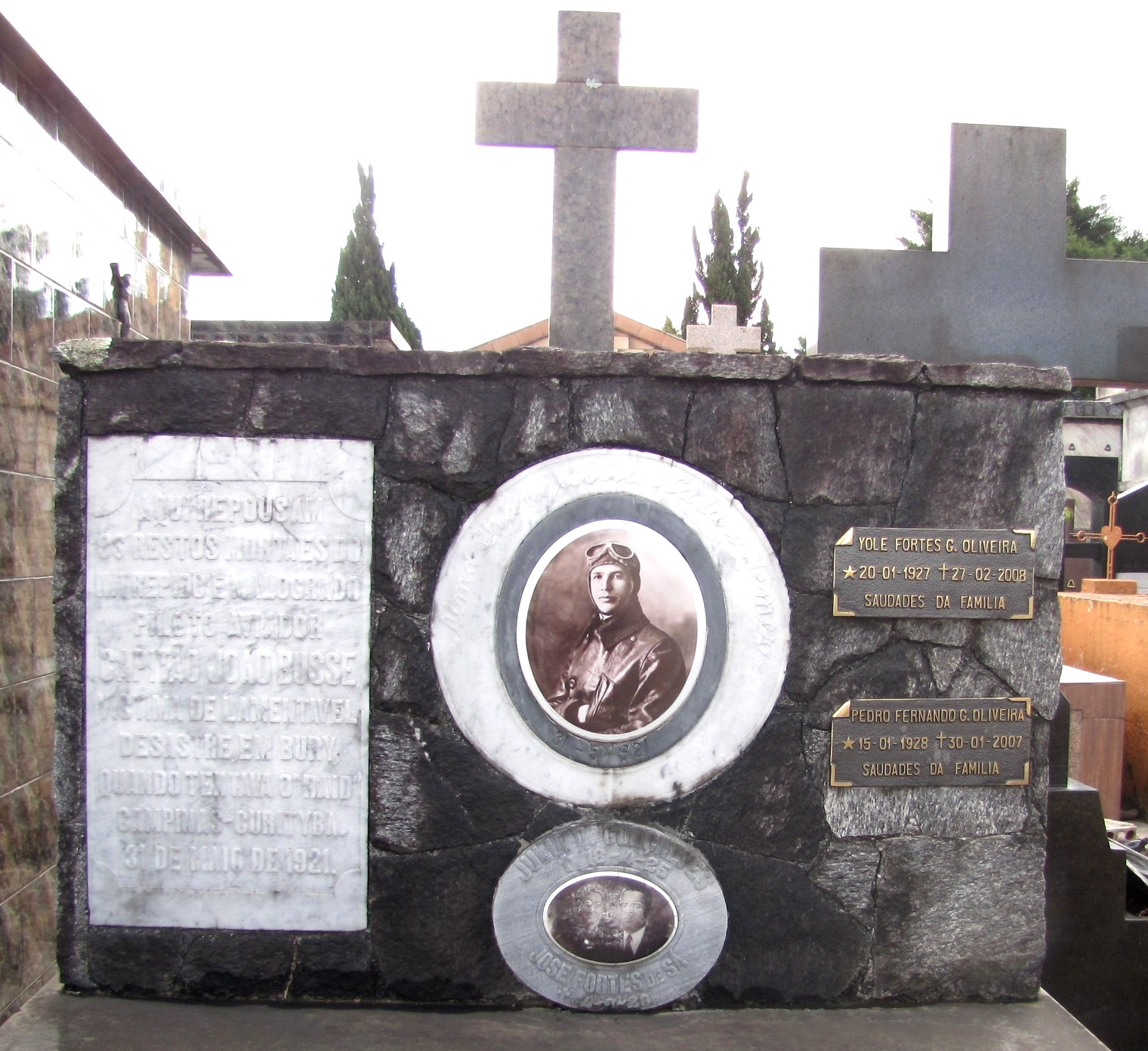
Lápide do túmulo (Qd 09, 61262 - 70856) do Capitão Busse, no Cemitério Municipal de Curitiba.

De Buri foi transportado por trem até Faxina (Itapeva), e posteriormente a Itapetininga, onde faleceu  às 09h30min do dia seguinte, na Santa Casa daquela localidade.
Telegrama do Presidente do Estado de São Paulo, Washington Luís, ao advogado Alvaro de Queiroz.
| “ | Peço dar todas as providências, a fim de que seja socorrido o aviador Busse, que cahiu em Bury, e, si seu estado permitir, fazel-o transportar para S. Paulo, onde encontrará tratamento mais conveniente. | ” |

Seu corpo foi embalsamado e transportado para Curitiba, sendo velado na biblioteca do Quartel do Comando Geral da Polícia Militar. Em sinal de pesar, o Presidente do Paraná, Caetano Munhoz da Rocha, mandou que se suspendesse o expediente nas repartições públicas. Em 2 de junho ele foi enterrado com honras militares no Cemitério Municipal de Curitiba, tendo sido seu féretro acompanhado por mais de quatro mil pessoas.

## Homenagens
- Aeroporto de Apucarana
- Seção de Transporte Aéreo - em 15 de janeiro de 2007 a Seção de Transporte Aéreo (STA), da Casa Militar do Paraná, passou a denominar-se Capitão João Alexandre Busse.[16]

## Anésia Pinheiro Machado
Anésia Machado encontrou-se com o capitão Busse em maio de 1921, em Itapetininga, durante o raide São Paulo/Curitiba. Ela então lhe contou que no ano anterior um outro avião (um Curtis Oriolle) havia pousado na localidade e que o piloto (Orthon Hoover) a tinha levado para um passeio aéreo.

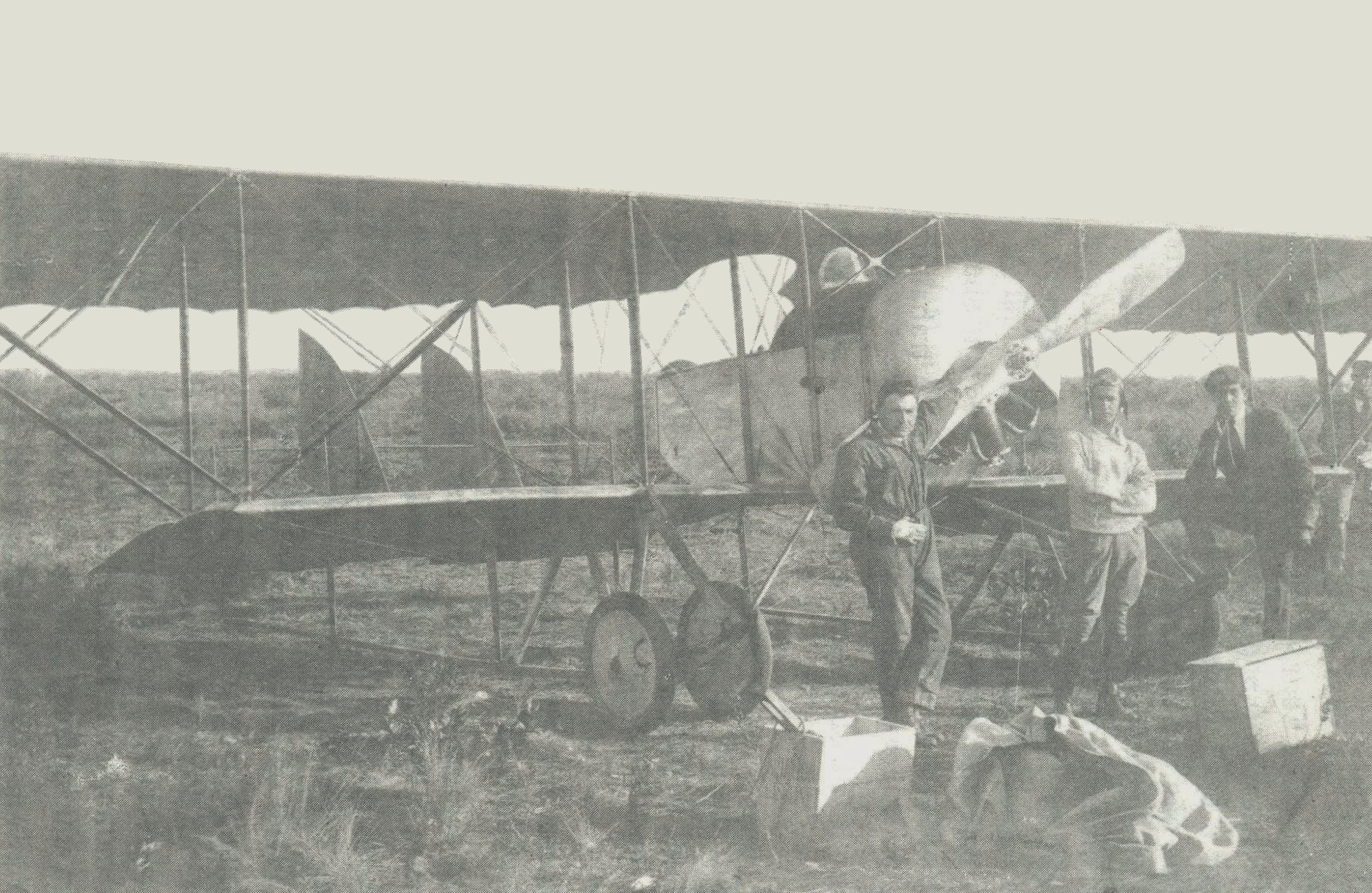
Capitão Busse em Itapetininga, 1921.

No dia seguinte o capitão e seu mecânico realizaram alguns ajustes no motor da aeronave; necessitando testá-lo em voo. Dessa forma proporcionando à Anésia uma nova oportunidade para voar.
Após o voo, enquanto fixava algumas estacas para o estaiamento do aparelho, proteção contra possível vento noturno, o capitão Busse lhe disse: “Se você realmente quiser aprender a voar, terá de ir para São Paulo. Lá estará a sua oportunidade.” A seguir tirou uma caderneta do casaco de voo e escreveu um bilhete, recomendando-a ao tenente Reynaldo Gonçalves, instrutor da Escola de Aviação da Força Pública de São Paulo.
| “ | Nossa intenção não é, como muitos pensam, formar militares na aviação. O que desejamos mesmo é preparar aviadores de um modo geral, principalmente civis. Acreditamos que o aeroplano seja uma boa solução para grande parte dos problemas de um país tão vasto como o Brasil. Mas ele ainda infunde medo. Ora, se uma mulher, principalmente jovem a entusiasta como você, se tornar uma aviadora, o tabu estará desmoralizado, e isso ajudará a difundir a ideia. | ” |

No dia seguinte o capitão Busse decolou de madrugada com destino a Itararé. Entretanto, à tarde, Anésia tomou conhecimento que ele havia se acidentado em Buri. E na manhã seguinte, acompanhada por seu pai, dirigiram-se à Santa Casa de Buri para tomar conhecimento das condições do capitão; relatando o seguinte:
| “ | Sobre a rústica maca, pousada no chão do corredor, coberto por um lençol branco, puído e rasgado, agonizava o bravo aviador, absolutamente só e abandonado. Nem sequer o levaram para uma enfermaria. Ali ficou, no corredor de entrada, aguardando a morte. Não apresentava nenhum ferimento externo nem qualquer mutilação. Parecia mesmo dormir tranquilamente. Ainda envergava o uniforme: casaco de couro, culote, botas de cavalaria e camisa de gola rolê. Faltavam, apenas, a echarpe, as luvas, o capacete e os óculos de voo. Nem uma gota de sangue; mas um grande hematoma na testa confirmava o diagnóstico provável: fratura do crânio. | ” |

Anésia estava revoltada pelo que lhe parecia ser uma omissão criminosa. Inútil tentar dizer-lhe que a medicina nada poderia fazer. Estando ele, como pensavam, inconsciente, em coma, nenhuma diferença faria qualquer tentativa de lhe der algum conforto. Mesmo com a invulgar cultura que possuía, recusava-se a avaliar racionalmente aqueles sinais descritos como característicos da grave lesão, como as pupilas desmesuradamente dilatadas, e sem apresentar qualquer reação à luz; o assustador quadro apresentado na véspera, quando, ainda no trem, entrou em incontroláveis convulsões, geradas pela excitação do córtex cerebral. Também as paroxísticas variações de temperatura, capazes de gerar danos permanentes a irreparáveis, eram sinais bem claros da existência de um problema para o qual, na época, não havia qualquer solução.